# Саутієва Заріфа Мухарбеківна
Заріфа Мухарбеківна Саутієва  (нар. 1 травня 1978) — директор музею та політична діячка з Інгушетії. Через протести щодо зміни кордону між Чечнею та Інгушетією була відправлена у відставку російським урядом, а потім ув'язнена.

## Життєпис

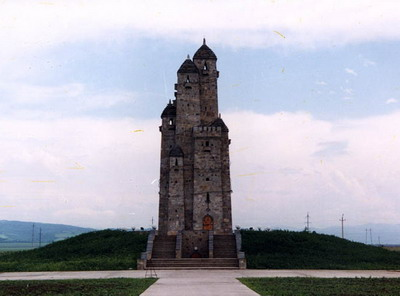
«Меморіал-Назрань», де Саутієва працювала до звільнення

Саутієва народилася 1 травня 1978 року. У дитинстві багато читала. Має двох сестер та брата. Має вищу освіту, жила в Сунжі в Інгушетії. Є членом Інгуського комітету національної єдності. До листопада 2018 року була заступником директора Меморіалу пам'яті та слави в Назрані, Інгушетія. Активно займалася музейною роботою. Була звільнена російським урядом з посади у відповідь на участь у протестах проти зміни кордону між Чечнею та Інгушетією.

## Активізм
Саутієву затримали 27 березня 2019 року в Магасі поліцією після сутичок з протестувальниками. За даними російських силовиків, протестувальники кидали палиці, стільці та паркани в поліцію після того спроб розігнати протест.
Саутієва була однією з 33 осіб, затриманих за участь у протестах. Це єдина затримана жінка. Вона перебуває під вартою з 12 липня 2019 року. Її затримали в Нальчику в Кабардино-Балкарії. Саутієва заявляла, що затримані піддаються психологічним тортурам і фізичному насильству з боку росіян. Коли її під час затримання попросили дати зразок почерку, вона написала вірш Осипа Мандельштама.
15—16 січня 2020 року Саутієвій та іншим протестувальникам висунули звинувачення в участі в екстремістській спільноті. 26 січня юристи Центру прав людини в Інгушетії подали скаргу до Європейського суду з прав людини на вирок. 27 березня у відкритому листі, який підписали понад 170 осіб, закликали її звільнити. Цю кампанію започаткувала однодумка Лейла Газдієва. Станом на березень 2020 року суд над нею мав бути закритим, і її родині заборонили відвідувати її. Рада Європи розглядає її та її колег-активістів як політичних в'язнів.